# Голодьки (Киевская область)
Голо́дьки (укр. Голодьки) — село, входит в Белоцерковский район Киевской области Украины.
Население по переписи 2001 года составляло 774 человека. Почтовый индекс — 09833. Телефонный код — 4560. Занимает площадь 3,469 км². Код КОАТУУ — 3224681601.

## Местный совет
09833, Київська обл., Тетіївський р-н, с.Голодьки